# 軟體設備
軟體設備是預先選定的一個或一組特別的應用程式加上最精簡的作業系統（Just enough operating system, JeOS），執行在標準電腦系統中或是虛擬機器上。

## 優點
相較於傳統應用程式安裝在作業系統上，軟體設備有以下的優點：
- 容易部署：軟體設備將應用程式與應用程式所需要的環境整合在一個完備的、自給自足的集成中，如此一來，使用者不需煩惱作業系統相容性、library dependencies或與其他程式不必要的互動，可以簡化軟體的部署的工作

- 獨立性較佳：一般軟體設備上的應用程式都是彼此獨立運作，一旦某一個軟體設備發生安全上的疑慮或者損毀當機，其他的軟體設備不會受到牽連影響。

- 提高性能：软件设备没有嵌入任何未使用的操作系统服务、应用程序或任何形式的臃肿软件，因此它不必分享硬件资源（CPU、内存、存储空间......），这些资源通常在通用操作系统设置中被消耗。这個天性导致更快的启动时间和应用的执行速度。在多个软件设备在同一硬件上共享并同时运行的情况下（例如在虚拟化平台上），这将不成立，因为运行一个软件设备（操作系统+软件应用）的n个实例将比在1个操作系统实例上运行软件应用的n个实例消耗更多的硬件资源，这是由于运行n-1个操作系统实例的开销。

## 軟體設備的種類
- 虛擬設備（Virtual Appliance）

軟體設備可以包裝成虛擬機器的格式成為一個虛擬軟體設備，可以在執行一個虛擬機器容器（Virtual machine container）中執行。
目前沒有虛擬機器容器格式的標準，所以一般虛擬軟體設備都是建構在單一特定的虛擬機器上，無法跨跨平台在另一種虛擬機器上執行。
- Live CD Appliance

軟體設備可以包裝成CD映象檔的格式，在大部分的虛擬機器外也允許在真正的硬體上執行。開發者可以必掉支援多種不相容的虛擬機器格式的複雜度，專注在共通的平台上開發（大部分的虛擬機器平台都支援ISO映象檔）

## 商用軟體設備
商用軟體設備一般是用訂閱服務（使用才付費）的方式販售，是實現軟體即服務（Software as a Service, SaaS）的一種選項。使用者可以透過應用程式業者收到所需的軟體服務，而不需要去管理多個軟體的維護、使用許可證及服務合約的困擾。
在某些情況下，應用程式業者也可能會將軟體預先安裝在一台伺服器電腦上成為一個有電腦硬體的軟體設備才交給客戶，無論如何，對客戶的主要的價值在於簡化購買、部署與維護的成本。